# Балакшина, Евгения Сергеевна
Евге́ния Серге́евна Балакшина (в замужестве — Карташова; 21 апреля [4 мая] 1902, Курган, Тобольская губерния — 27 августа 1991, Москва) — советский архитектор, известна как соавтор проектов зданий цехов Уралмашзавода и Магнитогорского металлургического комбината. Член Объединения современных архитекторов с 1928 года и Союза архитекторов СССР с 1935 года.

## Биография
Евгения Балакшина родилась 21 апреля (4 мая) 1902 года в семье купеческого сына, промышленника и инженера Сергея Александровича Балакшина в городе Кургане Курганского уезда Тобольской губернии, ныне город — административный центр Курганской области.
В 1918 году окончила 7 классов курганской восьмиклассной Александровской женской гимназии. В 1924 году в Томске окончила Сибирский технологический институт по специальности инженер-строитель. Во время учёбы в институте работала мастером на стройках в Новосибирске, разрабатывала проекты в мастерских в Томске и техотделе Уралпромстроя в Свердловске. В 1926 году окончила курсы повышения квалификации в Ленинградском институте гражданских инженеров, после чего в мае того же года поступила на работу в строительный отдел Уралгипромеза.
В июне 1928 года В. Ф. Фидлер, главный инженер Уралмашиностроя (отдел Уралгипромеза, отвечавший за проектирование цехов Уралмашзавода и соцгородка Уралмаш), пригласил Е. С. Балакшину к участию в проектировании зданий производственных цехов завода. Она приступила к работе помощником главного архитектора И. И. Робачевского и стала автором проектов ремонтно-строительного цеха, цеха металлоконструкций, а также вспомогательного цеха по приготовлению бетона, выполненных в авангардной стилистике.
В 1928 году Евгения Сергеевна стала одной из основателей Уральского отделения общества современных архитекторов. С апреля по июль 1928 года была членом правления Уральского отделения Союза архитекторов СССР, заняв должность члена ревизионной комиссии после этого срока. В 1929—1930 годах заведовала техническим отделом Восточного комплексного научно-исследовательского института сооружений, изучая проблемы рационального строительства. Летом 1932 года работала в Московском институте «Стандартгорпроект» руководителем группы по разработке типовых жилых и культурно-бытовых зданий. В 1932—1937 годах работала в институте Уралгипрогор, где стала автором проектов жилых зданий в Свердловске, Златоусте, Каменске-Уральском, а также градостроительных планов городов Урала.
С 1929 года Евгения Сергеевна совмещала работу архитектора с преподаванием в Уральском индустриально-художественном техникуме. В 1931—1934 годах вела курсы в Уральском строительном институте, там же заведовала кафедрой в 1933—1934 годах. С 1935 года являлась членом Союза архитекторов СССР, неоднократно избираясь в правление Свердловского отделения. В 1937 году выступила делегатом I съезда архитекторов СССР.
В 1938 году переехала в Москву, где работала в Текстильпроекте. Во время Великой Отечественной войны эвакуировалась в Свердловск, работала в Управлении главного архитектора города, разрабатывала генплан города в части выделения участков для размещения эвакуированных предприятий, выезжала на место для отвода участков для размещения эвакуированных предприятий.
После окончания Великой Отечественной войны вернулась в Москву для участия в восстановительных работах. Впоследствии заняла должность главного архитектора Фрунзенского района Москвы, участвовала в проектировании Фрунзенской набережной, Комсомольского проспекта, стадиона Лужники.
Евгения Сергеевна Балакшина жила в Москве по адресу: улица Мясковского, 16. Умерла 27 августа 1991 года. Похоронена на Кунцевском кладбище Можайского района Западного административного округа города Москвы.

## Основные работы
- Аммиачный, кузнечно-прессовый и инструментальный цехи Магнитогорского металлургического комбината
- Здания цехов и проходная Уралмашзавода
- Жилые дома специалистов и общежитие в Златоусте
- Дом специалистов в Хабаровске
- Общежитие на Химмаше в Свердловске
- Клуб железнодорожников им. А. А. Андреева (ДК Железнодорожников) в Свердловске, II очередь

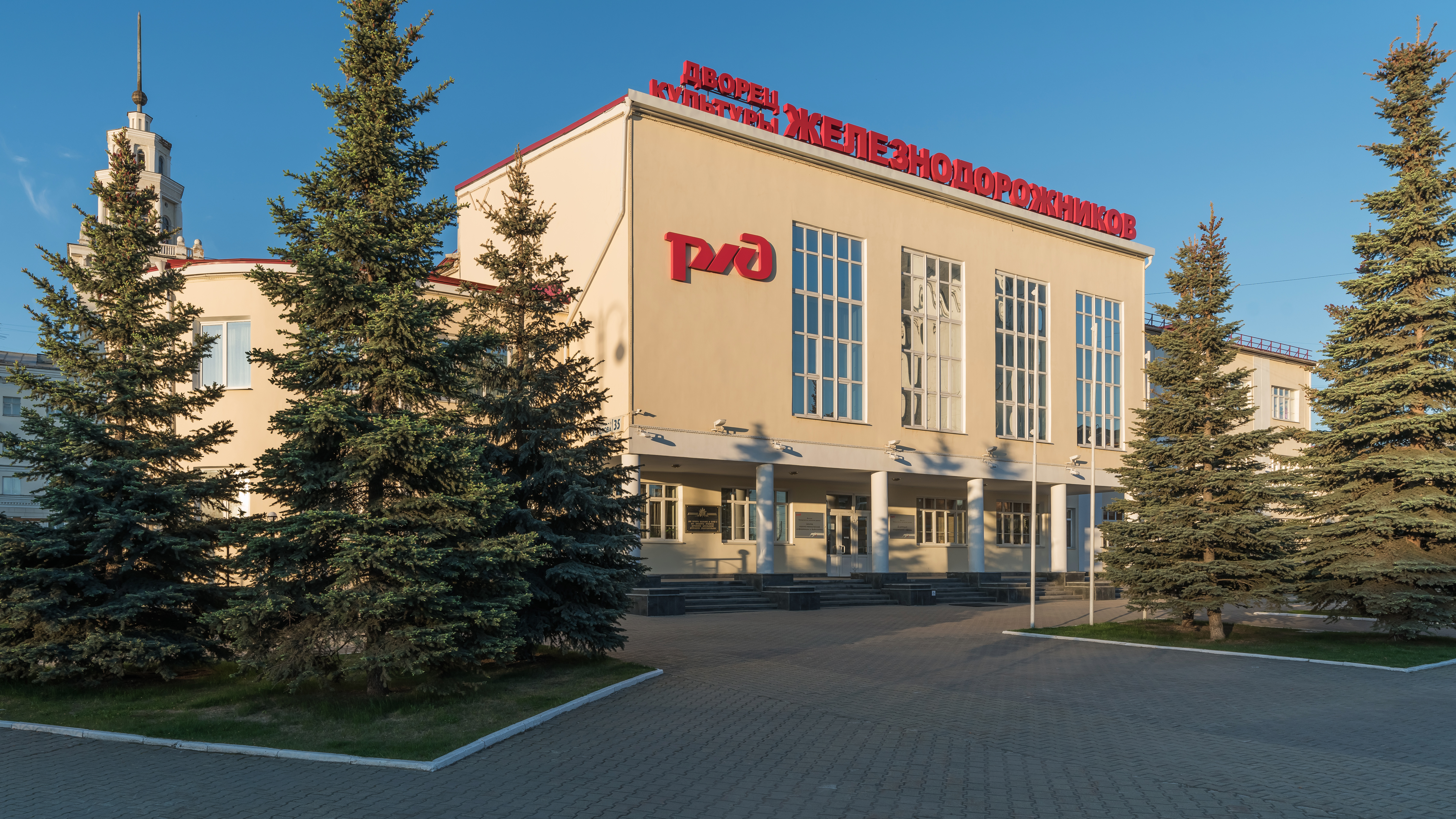
Дворец культуры Железнодорожников
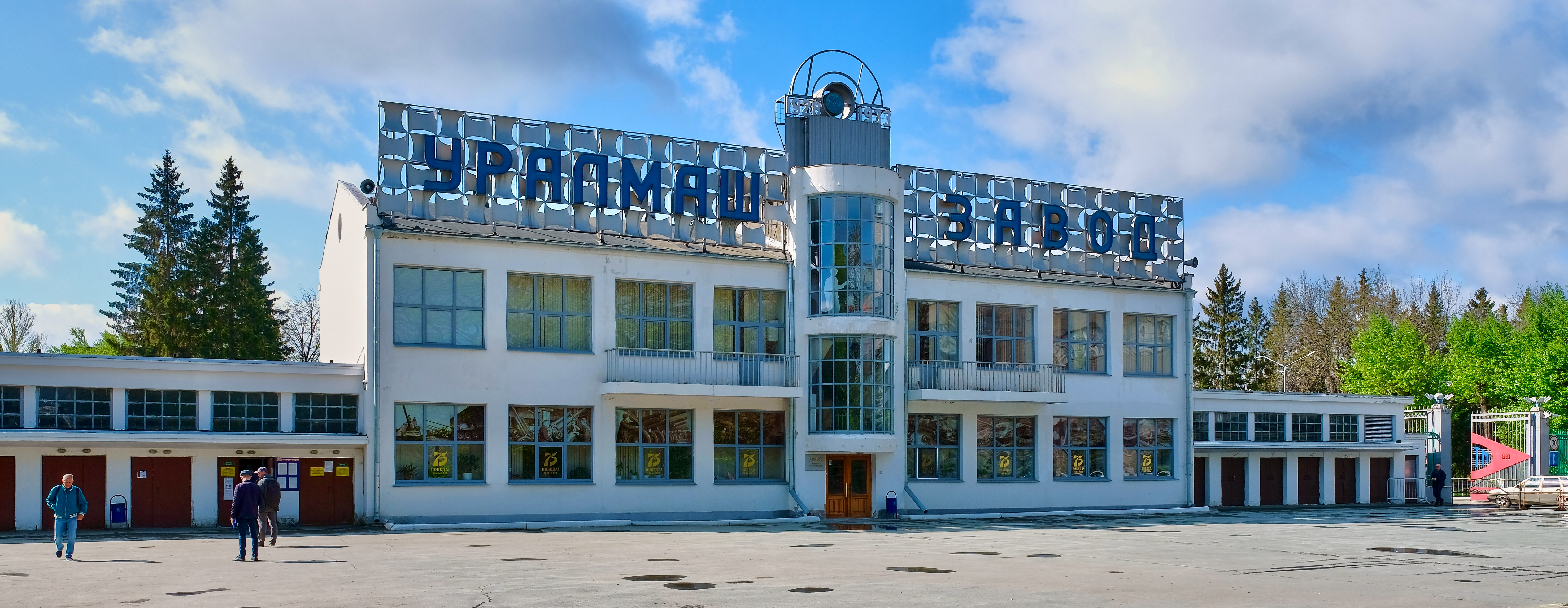
Проходная Уралмашзавода
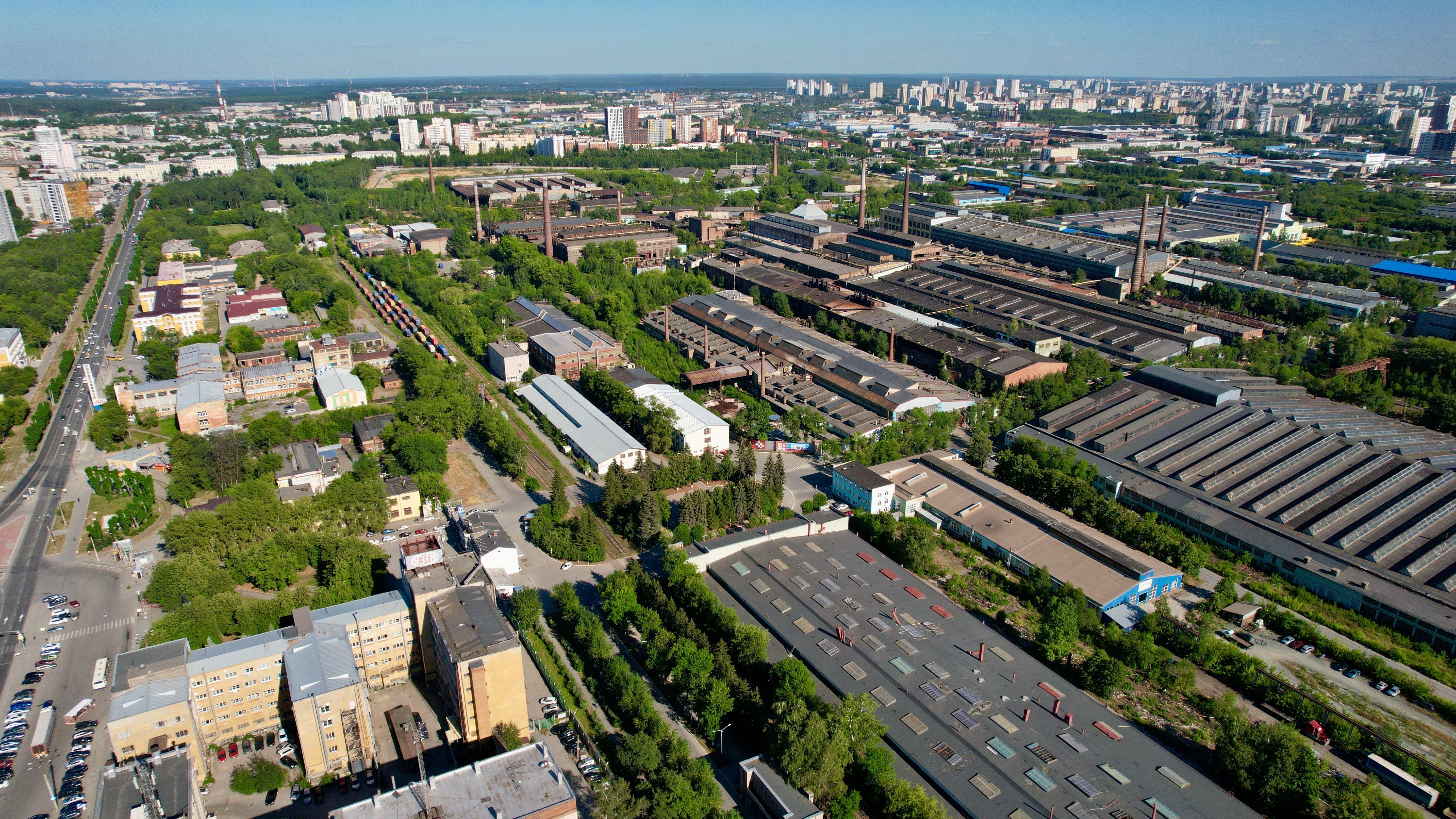
Вид на промплощадку УЗТМ

## Научные труды
- Балакшина Е. С. и др. Вопросы реконструкции и строительства. — Свердловск, 1929.
- Балакшина Е. С. Внешнее благоустройство микрорайона. — М.: Стройиздат, 1964. — 176 с. — 4000 экз.
- Балакшина Е. С. Благоустройство территории жилой застройки. — М.: Стройиздат, 1969. — 190 с. — 8000 экз.

## Семья
- Отец Сергей Александрович Балакшин. В 1990 году в издательстве «Наука» вышла книга Евгении Сергеевны об отце «Сергей Александрович Балакшин», начатая её младшим братом Александром[8].
- Мать — Елена Андреевна Балакшина (1877—1932).
  - Брат Борис Сергеевич Балакшин.
  - Сестра Маргарита Сергеевна Михайлова (1903—1996).
  - Брат Александр Сергеевич Балакшин (1905—1985).
  - Брат Сергей Сергеевич Балакшин (1912—1915).
- Муж — Константин Николаевич Карташов (1902—1979).
  - Дочь — Кира Константиновна Карташова (род. 27 августа 1930 года).